# Hickory Grove
Hickory Grove és una població dels Estats Units a l'estat de Carolina del Sud. Segons el cens del 2000 tenia 337 habitants.

## Demografia
Segons el cens del 2000, Hickory Grove tenia 337 habitants, 115 habitatges i 93 famílies. La densitat de població era de 100,9 habitants/km².
Dels 115 habitatges en un 40% hi vivien nens de menys de 18 anys, en un 62,6% hi vivien parelles casades, en un 13,9% dones solteres, i en un 18,3% no eren unitats familiars. En el 13,9% dels habitatges hi vivien persones soles el 8,7% de les quals corresponia a persones de 65 anys o més que vivien soles. El nombre mitjà de persones vivint en cada habitatge era de 2,93 i el nombre mitjà de persones que vivien en cada família era de 3,28.
Per edats la població es repartia de la següent manera: un 27,3% tenia menys de 18 anys, un 11% entre 18 i 24, un 27,3% entre 25 i 44, un 23,1% de 45 a 60 i un 11,3% 65 anys o més.
L'edat mediana era de 36 anys. Per cada 100 dones de 18 o més anys hi havia 100,8 homes.
La renda mediana per habitatge era de 44.000 $ i la renda mediana per família de 46.563 $. Els homes tenien una renda mediana de 28.229 $ mentre que les dones 20.500 $. La renda per capita de la població era de 17.014 $. Entorn del 7,2% de les famílies i l'11,6% de la població estaven per davall del llindar de pobresa.

## Poblacions més properes
El següent diagrama mostra les poblacions més properes.